# Демирель, Ибрахим
Ибрахим Демирель (род. 9 марта 2004) — турецкий дзюдоист, обладатель Кубка Европы среди кадетов 2020 и 2021 годов, обладатель Кубка Европы среди юниоров 2023 года, бронзовый призёр чемпионатов Европы среди юниоров 2022 и 2023 годов, чемпион (2025) и бронзовый призёр (2021) чемпионатов Турции среди взрослых. Выступал в полулёгкой (до 66 кг) и лёгкой (до 73 кг) весовых категориях.

## Семья
Чеченец. Ибрахим является сыном и учеником турецкого дзюдоиста, чемпиона Европы, призёра чемпионата мира, участника двух Олимпиад Бекташа Демиреля и двоюродным братом дзюдоиста Ибрахима Татароглу. Старший брат Мухаммед Демирель (2002) является чемпионом Турции по дзюдо среди взрослых и серебряным призёром чемпионата Европы.

## Спортивные результаты
- Чемпионат Турции по дзюдо 2021 — ;
- Чемпионат Турции по дзюдо 2025 — ;